# 10011 Авідзба
10011 Авідзба (10011 Avidzba) — астероїд головного поясу, відкритий 31 серпня 1978 року.
Тіссеранів параметр щодо Юпітера — 3,487.